# Cotton Club

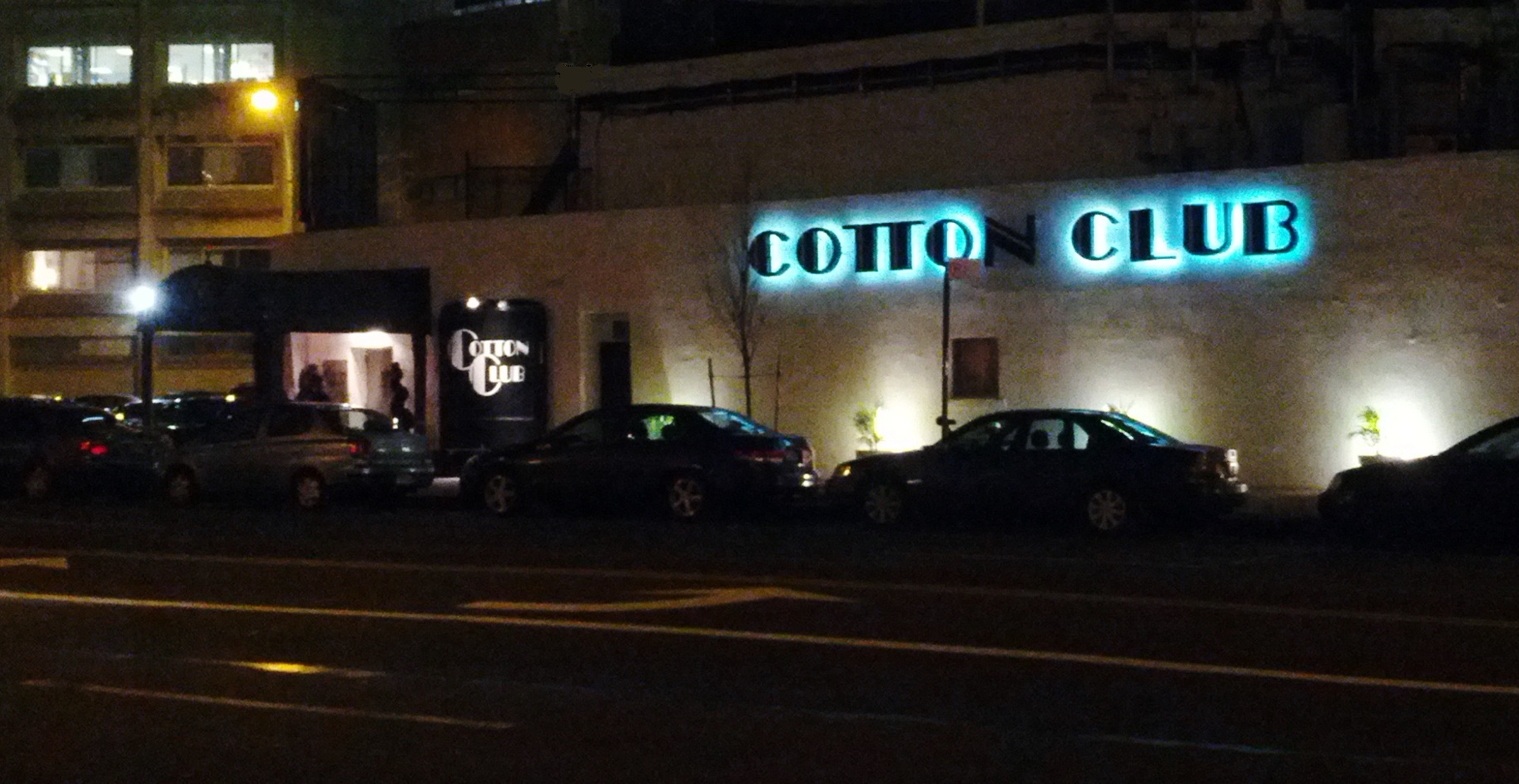
Zdjęcie przedstawiające Cotton Club, 2013

Cotton Club – klub nocny w nowojorskim Harlemie, powstały w 1918 roku. W historii jazzu istotną rolę odgrywał w latach 20. i 30. XX wieku. Był wtedy miejscem występów czołowych muzyków jazzowych, takich jak: Cab Calloway, czy Duke Ellington. Tutaj także spotykał się świat gangsterski Ameryki, co sfabularyzował Francis Ford Coppola w filmie z 1985 roku, zatytułowanym właśnie Cotton Club.
W popularnej kulturze pokazywany m.in. w klipie do piosenki „Joanna” zespołu Kool and the Gang. 